# نصر الدين البحاري
نصر الدين البحاري (11 أبريل 1986 ببطيوة في الجزائر - ) هو لاعب كرة قدم جزائري في مركز الهجوم. لعب مع مولودية وهران.

## روابط خارجية
- نصر الدين البحاري على موقع قاعدة بيانات كرة القدم.إي يو (الإنجليزية)
- نصر الدين البحاري على موقع Soccerway.com (الإنجليزية)